# Gary Martin
Gary John Martin (Darlington, 10 oktober 1990) is een Engelse voetballer. Hij speelt sinds 2017 voor KSC Lokeren.

## Clubcarrière

### KSC Lokeren
Op 16 januari 2017 tekent Martin een contract voor 2 jaar. Hij speelt opnieuw onder zijn voormalige manager Rúnar Kristinsson.

## Statistieken[1]
| Seizoen    | Club               | Land       | Competitie                   | Wedstr | Doelp |
| ---------- | ------------------ | ---------- | ---------------------------- | ------ | ----- |
| 2009-2010  | Middlesbrough FC   | Engeland   | Football League Championship | 0      | 0     |
| 2010       | Újpest FC          | Hongarije  | Nemzeti Bajnokság            | 2      | 2     |
| 2010       | ÍA Akranes         | IJsland    | Úrvalsdeild                  | 9      | 10    |
| 2010-2011  | ÍA Akranes         | IJsland    | Úrvalsdeild                  | 16     | 9     |
| 2011       | Vendsyssel FF      | Denemarken | Superligaen                  | 6      | 0     |
| 2011-2012  | ÍA Akranes         | IJsland    | Úrvalsdeild                  | 11     | 3     |
| 2011-2012  | KR Reykjavík       | IJsland    | Úrvalsdeild                  | 11     | 4     |
| 2012-2013  | KR Reykjavík       | IJsland    | Úrvalsdeild                  | 22     | 13    |
| 2013-2014  | KR Reykjavík       | IJsland    | Úrvalsdeild                  | 21     | 13    |
| 2014-2015  | KR Reykjavík       | IJsland    | Úrvalsdeild                  | 15     | 5     |
| 2015-2016  | Víkingur Reykjavík | IJsland    | Úrvalsdeild                  | 13     | 5     |
| 2016       | Lillestrøm SK      | Noorwegen  | Tippeligaen                  | 10     | 4     |
| 2017-heden | KSC Lokeren        | België     | Jupiler Pro League           | 14     | 0     |
|            |                    |            | Totaal                       | 150    | 68    |

## Erelijst[2]
| Competitie              | Aantal | Jaren            |
| ----------------------- | ------ | ---------------- |
| Úrvalsdeild             | 1x     | 2012/13          |
| Beker van IJsland       | 1x     | 2013/14          |
| Topschutter Úrvalsdeild | 2x     | 2012/13, 2013/14 |